# Вестпорт (Ирска)
Вестпорт (енгл. Westport, ир. Cathair na Mart) је град у Републици Ирској, у западном делу државе. Град је у саставу округа округа Мејо, где представља трећи по величини град и важно средиште.

## Природни услови
Град Вестпорт се налази у западном делу ирског острва и Републике Ирске и припада покрајини Конот. Град је удаљен 250 километара западно од Даблина. 
Вестпорт је смештен у бреговитом подручју западне Ирске, близу ушћа реке Кероубег у Атлантски океан, удаљен пар километара западно од града. Јужно од града издижу се планине Окс. Надморска висина средишњег дела града је око 80 метара.
Клима: Клима у Вестпорту је умерено континентална са изразитим утицајем Атлантика и Голфске струје. Стога град одликује блага и веома променљива клима.

## Историја
Подручје Вестпорта било је насељено већ у време праисторије.
Необично за услове Ирске, Вестпорт је плански настао град и то у 18. веку.
Вестпорт је од 1921. године у саставу Републике Ирске. Опоравак града започео је тек последњих деценија, када је Балина поново забележила нагли развој и раст.

## Становништво
Према последњим проценама из 2016. године Вестпорт је имао око 6 хиљада становника. Последњих година број становника у граду се повећава.

## Привреда
Вестпорт  је био традиционално трговиште и лука, а овај обичај је задржан и дан-данас. Последњих деценија градска привреда се махом заснива на туризму.

## Збирка слика
- Градска Црква Св. Тројице
- Мостовна улица, трговачка „куцавица” Вестпорта
- Градски звоник
- Кип Св. Патрика